# Burgkunstadt
Burgkunstadt là một đô thị ở huyện Lichtenfels, phía bắc Bayern, Đức. Đô thị Burgkunstadt có diện tích 40,59 km², dân số thời điểm ngày 31 tháng 12 năm 2006 là 6895 người. Đô thị này nằm ở hữu ngạn sông Main, 15 km về phía tây Kulmbach, và 24 km về phía đông nam Coburg.